# Myrmornis stictoptera
Myrmornis stictoptera, "nordlig praktmyrfågel", är en fågelart i familjen myrfåglar inom ordningen tättingar. Den betraktas oftast som underart till praktmyrfågel (Myrmornis torquata), men urskiljs sedan 2016 som egen art av Birdlife International och IUCN.
Fågeln förekommer i låglänta områden som vetter mot Karibien från östra Nicaragua till nordvästligaste Colombia. Internationella naturvårdsunionen IUCN kategoriserar den som livskraftig.